# 薔薇天使
『薔薇天使』（ばらてんし）は岸裕子による日本の漫画作品。初出は『ひとみコミックコレクション』（秋田書店）1986年4月25日号で、その後も『ひとみ』の傑作選に掲載されている。
岸裕子が『grape fruit』に発表した『ハピネス』のテーマを発展させたものである。作品中で、ギルバート・キース・チェスタートンのブラウン神父物のトリックが効果的に使われている。
なお、岸裕子本人は、ホラー漫画は苦手であるようである。

## あらすじ
ミシェルは女性にもてる青年だが、なぜか子供のころから彼に近づく女性は頭痛を訴え、気分を悪くするため、一人でいることが多かった。それは彼の背後霊としてまとわりつく、白い女のせいであった。だが、彼にはそれ以上の悩みがあり、飛行機事故で両親を亡くして以来、厄介になっている親戚の娘であるドミニクに懸想していることであった。しかし、ドミニクは兄のウィリーと相思相愛の関係にあった。
ある時、ウィリーの父は彼の背後霊とそっくりの、アンリ・グリジャという名前の少年を描いた肖像画を購入してきた。その夜、ミシェルの寝室にやってきたドミニクが自分が素直でなかったとミシェルへの好意を告げたことがきっかけとなり、二人は結婚式をあげた。
新婚旅行に来た古城で、ミシェルたちはアンリ・グリジャにまつわる伝説を聞かされる。それは城の持ち主であったオシアン・ディール伯爵は国王の命令で敵国の王族をすべて滅ぼしたが、5歳の王子であるアンリだけは殺せずに、女装させてかくまい、養育した。10年後、二人は激しく愛し合うようになるが、国王にアンリの正体がばれ、アンリを花嫁として自分によこすよう命令する。煩悶したオシアンをみかねたアンリは自殺するが、自分と似通った体付きの少女の肉体とともに、自分の首を差し出すようにという遺言を残す。オシアンはその通りにし、オディールという娘が犠牲になった。以後、オディールの霊魂は伯爵を恨み、500年後の現代もたたりつづけているのだという。
古城での新婚初夜に、オディールの首らしき霊魂がミシェルの前に現れた。夢の中でオディールの顔を見ていたミシェルはすぐにそれが偽物だと見抜く。その時、ピストルを構えたウィリーの姿があった。ドミニクは兄の子を宿しており、二人は古城の伝説にかこつけて、ミシェルを殺す計画を立てていた。ドミニクのことを真に愛していたミシェルはそのまま古城から飛び降りるが、アンリ・グリジャの霊魂に助けられた。一方、ウィリーとドミニクは本当にオディールの霊魂を見て発狂し、ドミニクはショックのあまり死んでしまう。
生き残ったミシェルは、オシアン・ディールと自分が瓜二つなのを知り、アンリ・グリジャに、なぜ自分を一緒に連れて行ってくれなかったのか、と呟いていた。

## 登場人物
ミシェル
主人公。いとこのドミニクとウィリーが肉体関係にあるのを知り、悩んでいるが、それでもドミニクのことを愛している。
ドミニク
ミシェルのいとこで、ウィリーの妹。ミシェルの何もかもが嫌いだと言い放つ。
ウィリー
ミシェルのいとこで、ドミニクより4つ年上。妹と禁断の関係にある。次期社長候補の一人。
ミシェルの先輩
画家で、アンリ・グリジャの姿が見える。
ウィリーの友人
同性愛者で、ウィリーに女に注意するよう、忠告する。
エリザベッタ
古城の管理人で、実はドミニクの乳母。
アンリ・グリジャ
ミシェルに憑依している少年の霊。
オシアン・ディール伯爵
アンリの愛人。領民・国王の命令と、自身の恋愛とのはざまで悩む。
オディール
アンリの身代わりとして首から下を提供させられた少女。黄金千枚で父親より売られる。

## 書誌情報
- 『緑の炎』サンコミックスストロベリーシリーズ（朝日ソノラマ）1989年2月28日発行
  - 収録作品「薔薇天使」・「緑の炎」・「出席番号21」・「キス・ミー・エブリデー」・「天使になる日」